# ويليام بارنت
ويليام بارنت هو سياسي أمريكي، ولد في 4 مارس 1761 في مقاطعة أمهيرست في الولايات المتحدة، وتوفي في 1 أبريل 1832 في مقاطعة مونتغومري في الولايات المتحدة. نشط حزبياً في الحزب الجمهوري الديمقراطي. وقد انتخب عضو مجلس النواب الأمريكي ‏.